# Adolph Gottlieb
Adolph Gottlieb (Nova Iorque, 14 de março de 1903 - Nova Iorque, 4 de março de 1974) foi um pintor do expressionismo abstrato e escultor estadunidense.

## Vida e obra
Ele abandonou o ensino médio em sua cidade natal, Nova York, aos 16 anos e começou a estudar arte na Art Students League. Adolph Gottlieb tinha apenas 18 anos quando viajou para a Europa, ganhou experiência na Académie de la Grande Chaumière e visitou Berlim e Munique.
Em 1923 voltou para Nova York, formou-se no colegial e depois estudou em várias escolas de arte (Parsons School of Design). Em 1935, como Mark Rothko, ele se tornou cofundador do grupo de artistas nova-iorquino The Ten. Nessa época, seus trabalhos abstratos já haviam sido exibidos em exposições e premiados. A partir de 1941, Adolph Gottlieb, influenciado pelo estilo de pintura surrealista, trabalhou em seus chamados "pictogramas". Ele colocou símbolos gráficos em caixas semelhantes a grades. A pintura "O Retorno do Viajante" de 1946 pode ser vista no Museu de Arte Moderna de Nova York.
Gottlieb não apenas pintou, mas também participou de discussões públicas sobre pintura contemporânea e protestos contra as decisões do júri, o que levou ele e seus companheiros de campanha a serem conhecidos como "os irascíveis".
Na década de 1950 trabalhou na série "Paisagens Imaginárias", cujo tema principal são os sóis estilizados, para depois concretizar artisticamente a relação entre duas formas opostas nas suas chamadas "Pinturas Explosivas".
Duas grandes retrospectivas, no Whitney Museum of American Art e no Museu Solomon R. Guggenheim, foram dedicadas à obra de Adolph Gottlieb em Nova York em 1968.
Embora Adolph Gottlieb tenha ficado paralisado após um derrame em 1970 e confinado a uma cadeira de rodas, ele continuou a pintar. Em 1972 foi aceito como membro da Academia Americana de Artes e Letras, o que certamente pode ser entendido como uma homenagem ao trabalho de sua vida.
Em 1976, a seu pedido, a Fundação Adolph e Esther Gottlieb foi criada para ajudar artistas em circunstâncias financeiramente inseguras.